# Raimon Panikkar
Raimundo Pániker Alemany (Barcelona, 3 de noviembre de 1918-Tavertet, Barcelona, 26 de agosto de 2010), conocido como Raimon Panikkar, fue un filósofo, teólogo y escritor español que desarrolló una filosofía interreligiosa e intercultural, con una nueva apertura respetuosa al diálogo con otros sujetos y tradiciones no occidentales. Su filosofía tiene como objetivo transformar nuestra civilización, que está determinada por un sistema occidental impuesto como una única alternativa.

## Biografía

### Juventud
Raimon Panikkar nació en Barcelona en 1918. Era hijo de madre catalana y de padre indio, que llegó a España en 1916 como representante de una empresa alemana. Fue hermano del también filósofo y escritor Salvador Pániker (1927-2017). Su infancia transcurrió en su ciudad natal, donde realiza sus estudios de Bachillerato en el colegio de los jesuitas de Sarrià. Comenzó sus estudios universitarios estudiando Química y Letras en la Universidad de Barcelona y consigue sortear la guerra civil española debido a su condición de hijo de extranjero, trasladándose a Alemania, donde continuó su carrera de ciencias y filosofía en la Universidad de Bonn. La II Guerra Mundial le hace regresar a España, donde se licencia en Ciencias Químicas por la Universidad de Barcelona y en Filosofía por la Universidad de Madrid, donde en el año 1946 obtuvo su grado de doctor en Filosofía, con la tesis: El concepto de Naturaleza. Análisis histórico y metafísico de un concepto. Será en España donde conocerá a Josemaría Escrivá de Balaguer, fundador del Opus Dei, uniéndose a esta en calidad de miembro numerario (febrero, 1940).

### Etapa en el Opus Dei
Fue ordenado sacerdote en 1946 en Roma y participó en los encuentros anuales de filosofía que organizaba el filósofo Enrico Castelli. De 1942 a 1957 fue miembro del Consejo Superior de Investigaciones Científicas (CSIC). De 1946 a 1950 fue capellán del Colegio Mayor de la Moncloa (Madrid). Permaneció en Europa hasta 1955 en que por primera vez viajó a la India, donde comienza la difusión de doctrinas espiritualistas ecuménicas y donde trabó amistad con Henri Le Saux. Allí también fue investigador en las universidades de Mysore y Benarés. En 1958 obtuvo el doctorado en Química por la Universidad de Madrid, con la tesis titulada: Ontonomía de la ciencia. Sobre el sentido de la ciencia y sus relaciones con la Filosofía, la cual fue publicada en 1961. En 1961 también defiende su tesis doctoral en Teología en la Universidad Lateranense de Roma en 1961, con el título: The Unknown Christ of Hinduism.

### Etapa universitaria
Tras ser expulsado del Opus Dei en 1966, fue nombrado profesor en la Universidad de Harvard y durante veinte años dividió su tiempo entre la India y Estados Unidos. Entre 1971 y 1978 fue catedrático de estudios religiosos de la Universidad de California, Santa Bárbara. Sus estudios estuvieron enfocados a la especialización de la cultura india, de la historia y de la filosofía de las religiones.
Su vida estuvo constantemente marcada por múltiples polaridades: este y oeste; cristianismo, hinduismo y budismo; el mundo de la ciencia y el dominio de las letras; el ámbito de los estudios y de las vivencias religiosas y el de la perspectiva secular de las culturas.
En 1984 se casa con María González-Haba en Madrid y empieza a residir en Tavertet, una zona rural del pre-Pirineo catalán, donde continuó desarrollando su obra intercultural. En 1988 fundó allí el centro de estudios: Vivarium - Centre d'Estudis Interculturals (posteriormente denominada Fundació Vivarium Raimon Panikkar). En 1989 impartió las Gifford Lectures en Edimburgo. En 1997 recibió el doctorado honoris causa por la Universidad de las Islas Baleares.

### Fallecimiento

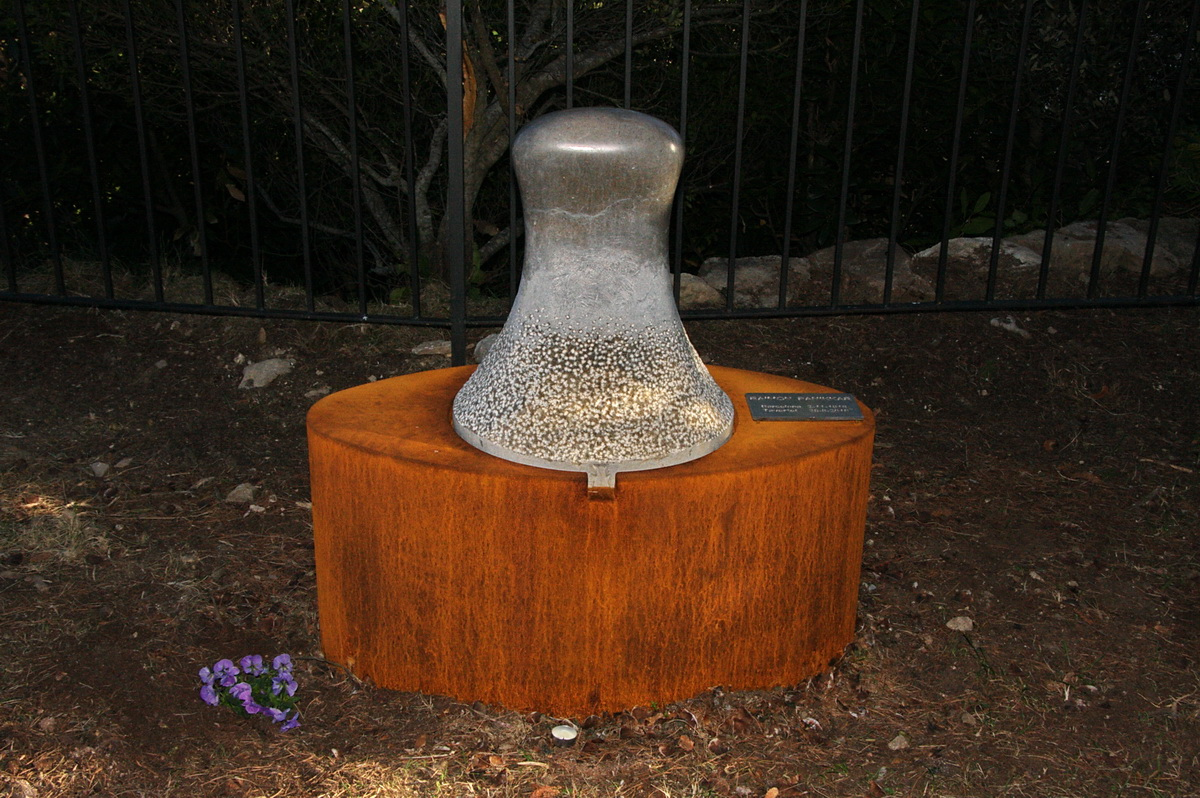
Sepultura del filósofo en la Iglesia de San Cristóbal de Tavertet (Osona, Cataluña).

Panikkar falleció a la edad de 91 años en Tavertet, el 26 de agosto de 2010. 
En un artículo publicado por La Vanguardia el 7 de enero de 2018, Ramón Balmes afirmaba, basándose en un estudio de Josep-Ignasi Saranyana, que Panikkar habría contactado con miembros de la Iglesia para regularizar su situación canónica, pues se había casado sin secularizarse, renunciando a su matrimonio y disculpándose. En 2008 el obispo de Vic le dio permiso para ejercer el sacerdocio en su diócesis, donde se encontraba la residencia de Panikkar. Según el artículo, el filósofo habría fallecido «reconciliado» con la Iglesia católica.
Sin embargo, el editor de su Opera Omnia en catalán en Fragmenta Editorial, Ignasi Moreta, le rebatió en este mismo medio, de acuerdo con la biografía de Maciej Bielawski también publicada en Fragmenta, asegurando que tal retractación había sido un mero formalismo, pues no se divorció y siguió compartiendo su vida con su familia.

## Pensamiento
Su pensamiento es un punto de encuentro entre Oriente y Occidente. En su obra convergen múltiples realidades: la realidad humana con su múltiple origen hindú-cristiano, la realidad académica e intelectual interdisciplinar, pero también intercultural e interreligiosa. De ahí, la importancia que en su pensamiento tiene el diálogo.
Una de las exigencias fundamentales es la coincidencia en un mismo lenguaje. Tiene un lenguaje rico, plural y abierto, en donde las palabras no son meros términos conceptuales, objetivos y unívocos, sino verdaderos símbolos. Entendiendo al símbolo como la expresión de la realidad, y así, la palabra (simbólica) expresa el arquetipo mismo de la realidad simbolizada. No es un vocablo objetivo e intemporal; sino temporal, comprometido y que expresa su propio significado.
Para Panikkar la realidad es siempre más rica que cualquier teorización o conceptualización de la misma. Todo concepto es una parcialización, y ésta es inevitable en la evolución de los múltiples universos culturales.

### Filosofía y teología
La filosofía no es solo "el amor a la sabiduría", sino también "la sabiduría del amor". En su pensamiento no existe una contraposición entre filosofía y teología, sino por el contrario hay que superar tal posibilidad, porque para él, pensamiento y religión están íntimamente unidos. Dentro de las diversas experiencias de las distintas religiones, lo que se pretende, es que cada parte tiene la exigencia de ayudar a descubrir el todo, es decir llevarnos a la salvación, la liberación, etc. No se trata de que todos vayan a ser cristianos o hindúes, o de cualquier otra religión. Se trata de buscar un diálogo realmente abierto que nos vaya llevando a una fecundación mutua: el uno aprende del otro.

### Pluralismo
El problema del pluralismo surge cuando hay una incompatibilidad de visiones del mundo muy diversas y, al mismo tiempo, se ven forzadas por las diferentes formas de coexistir y velar por la mutua supervivencia. Este pluralismo comienza con el reconocimiento de lo otro, lo que implica la propia identidad. El ser humano es un ser de relación; por lo tanto el auténtico pluralismo se manifiesta cuando es descubierto el otro. Es decir el otro, como fuente de comprensión y no solamente como término de inteligibilidad. El pluralismo no necesita ser resuelto por el mantenimiento de una postura unitaria. Cada grupo humano tiene su propio sistema de coherencia, uniformidad y armonía. El pluralismo no significa que reconocemos muchos modos (pluralidad) sino que detectamos muchas formas que no podemos reconocer como los únicos modos de obtener un objetivo.

### Diálogo
Es importante considerar que hay o puede haber otras entidades además de aquellas que tomamos en cuenta. El "yo" no puede agotar lo real, no es el centro.
Es por ello que toda sociedad debe estar abierta y no cerrarse en su propia autointerpretación. Se debe ser capaz de aceptar un punto trascendente in-comprensible, para así poder superar el esquema hegemónico del "yo" como el poseedor de una razón unitaria.
Cuando se presenta el conflicto pluralista la manera de solucionarlo no es a través de que alguna de las partes trate de convencer a la otra, sino a través del diálogo, es decir que el otro no es sólo uno, mero objeto de mi conocimiento, sino otro en sí mismo, que es una fuente de comprensión y no necesariamente comprensión reducible a la mía propia. Es tratar de encontrar un valor superior, que las dos partes reconozcan y que ninguna controle. Por tal razón la actitud pluralista no asume, de antemano, situaciones no negociables. En cada caso implica una nueva creación.
No se puede olvidar que el otro puede ver las cosas bajo perspectivas diferentes y, por lo tanto, necesita tratarlo de manera distinta.

### Filosofía comparativa
El término comparar se entiende como aquella actividad de la mente humana que toma una postura neutral con respecto a las cosas comparables. Por lo que toda filosofía se considera una filosofía comparativa en la medida en que ésta se compara a sí misma con otras visiones filosóficas. Es el estudio filosófico de uno o algunos problemas a la luz de más de una tradición. Es una especie de análisis formalizado de los modelos comunes presentes en los diversos sistemas filosóficos.
Para comparar las filosofías es necesaria una comprensión de las mismas; es decir se requiere de una actividad hermenéutica propia. Esta hermenéutica es un método de interpretación para superar la comprensión no solamente de la distancia entre una cultura singular, sino también para el entendimiento entre dos culturas, que se han desarrollado independientemente, considerando sus propios métodos de filosofar y sus modos de alcanzar la inteligibilidad, junto con sus propias categorías.

## Obras completas
- Dieciocho volúmenes en doce tomos, Herder Editorial, 2015ss.:[12]

1. Tomo I: Mística y espiritualidad
  1. Volumen I: Mística, plenitud de Vida {2015, ISBN 9788425432774}
  2. Volumen II: Espiritualidad, el camino de la vida {2015, ISBN 9788425432781}
2. Tomo II: Religión y religiones {2015, ISBN 9788425432798}
3. Tomo III: Cristianismo
  1. Volumen I: La tradición cristiana
  2. Volumen II: Cristofanía
4. Tomo IV: Hinduismo
  1. Volumen I: La experiencia védica. Mantramañjari {2020, ISBN 9788425432811}
  2. Volumen II: El Dharma de la India
5. Tomo V: Budismo
6. Tomo VI: Culturas y religiones en diálogo
  1. Volumen I: Pluralismo e interculturalidad {2017, ISBN 9788425432842}
  2. Volumen II: Diálogo intercultural e interreligioso {2017, ISBN 9788425432859}
7. Tomo VII: Hinduismo y cristianismo
8. Tomo VIII: Visión trinitaria y cosmoteándrica: Dios-Hombre-Cosmos {2016, ISBN 9788425432873}
9. Tomo IX: Misterio y hermenéutica
  1. Volumen I: Mito, símbolo y culto {2018, ISBN 9788425432880}
  2. Volumen II: Fe, hermenéutica y palabra {2018, ISBN 9788425432897}
10. Tomo X: Filosofía y teología
  1. Volumen I:  El ritmo del Ser. Las Gifford Lectures {2019, ISBN 9788425432903}
  2. Volumen II: Pensamiento filosófico y teológico
11. Tomo XI: Secularidad sagrada
12. Tomo XII: Espacio, tiempo y ciencia

- Opera Omnia. Barcelona: Fragmenta, 14 vols. previstos (varios dobles), en catalán, 2009ss.

### Obras del autor en castellano
- El indeterminismo científico. Madrid: Nuevas Gráficas, 1945.
- El sentido cristiano de la vida. Madrid: Samarán, 1945.
- F. H. Jacobi y la filosofía del sentimiento. Buenos Aires: Sapientia, 1948
- El concepto de naturaleza: análisis histórico y metafísico de un concepto. Madrid: Instituto Luis Vives de Filosofía, 1951.
- La India: gente, cultura y creencias. Madrid: Rialp, 1960. ISBN 978-84-321-0137-3
- Ontonomía de la ciencia: sobre el sentido de la ciencia y sus relaciones con la filosofía. Madrid: Gredos, 1961. ISBN 978-84-249-2087-6
- Patriotismo y cristiandad: una investigación teológico-histórica sobre el patriotismo cristiano. Madrid: Rialp, 1961. ISBN 978-84-321-0145-8
- Humanismo y cruz. Madrid: Rialp, 1963. ISBN 978-84-321-0336-0
- Religión y religiones. Madrid: Gredos, 1965. ISBN 978-84-249-2119-4
- Los dioses y el Señor. Buenos Aires: Columba, 1967.
- Técnica y tiempo. Buenos Aires: Columba, 1967.
- El silencio del Dios. Madrid: Guadiana, 1970. ISBN 978-84-251-0050-5
- El Cristo desconocido del hinduismo. Madrid-Barcelona: Marova-Fontanella, 1971. ISBN 978-84-244-0256-3
- Misterio y revelación: hinduismo y cristianismo: encuentro de dos culturas. Madrid: Marova, 1971. ISBN 978-84-269-0127-9
- Cometas: fragmentos de un diario espiritual de la postguerra. Madrid: Euramérica, 1972. ISBN 978-84-240-0322-7
- Culto y secularización: apuntes para una antropología litúrgica. Madrid: Marova, 1979 ISBN 84-269-0387-8
- La Trinidad y la experiencia religiosa. Barcelona: Obelisco, 1989. ISBN 84-7720-095-5
- Sobre el diálogo intercultural. Salamanca: San Esteban, 1990. ISBN 84-87557-12-0
- El diálogo interreligioso: la transformación de la misión cristiana en diálogo. Madrid: Darek-Nyumba, 1992. ISBN 84-88059-02-7
- Elogio de la sencillez: el arquetipo universal del monje. Estella: Verbo Divino, 1993. ISBN 84-7151-796-5
- La nueva inocencia. Estella: Verbo Divino, 1993. ISBN 84-7151-797-3
- Paz y desarme cultural. Santander: Sal Terrae, 1993. ISBN 84-293-1104-1
- La experiencia de Dios. Madrid: PPC, 1994.
- Pensamiento científico y pensamiento cristiano. Maliaño: Sal Terrae, 1994. ISBN 84-293-1116-5
- Ecosofía: para una espiritualidad de la tierra. Madrid: San Pablo, 1994. ISBN 84-285-1662-6
- El silencio del Buddha: una introducción al ateísmo religioso. Madrid: Siruela, 1996. ISBN 84-7844-321-5
- La experiencia filosófica de la India. Madrid: Trotta, 1997. ISBN 84-8164-143-X
- La Trinidad: una experiencia humana primordial. Madrid: Siruela, 1998. ISBN 84-7596-609-8
- Invitación a la sabiduría. Madrid: Espasa Calpe, 1998. ISBN 84-239-7772-2
- Iconos del misterio: la experiencia de Dios. Barcelona: Península, 1998. ISBN 84-8307-146-0
- La plenitud del hombre: una cristofanía, Madrid: Siruela, 1999. ISBN 84-7844-476-9
- El espíritu de la política: homo politicus. Barcelona: Península, 1999. ISBN 84-8307-191-6
- La intuición cosmoteándrica: las tres dimensiones de la realidad. Madrid: Trotta, 1999. ISBN 84-8164-307-6
- El mundanal silencio. Barcelona: Martínez Roca, 1999. ISBN 84-270-2490-8
- El árbol de la vida: la naturaleza en el arte y las tradiciones de la India. Barcelona: Kairós, 2001. ISBN 84-7245-486-X
- Iconografía del ESPACIO SAGRADO. El Vendrell: March Editor, 2002. ISBN 978-84-95608-02-2
- El diálogo indispensable: paz entre las religiones. Barcelona: Península, 2003. ISBN 84-8307-532-6
- Espiritualidad hindú: sanâtana dharma. Barcelona: Kairós, 2005. ISBN 84-7245-577-7
- De la mística: experiencia plena de vida. Barcelona: Herder, 2005. ISBN 84-254-2391-0
- Paz e interculturalidad: una reflexión filosófica. Barcelona: Herder, 2006. ISBN 84-254-2424-0
- Mito, fe y hermenéutica. Barcelona: Herder, 2007. ISBN 978-84-254-2481-6
- La puerta estrecha del conocimiento: sentidos, razón y fe. Barcelona: Herder, 2009. ISBN 9788425425530
- Iniciación a los Veda. Barcelona: Fragmenta, 2011. ISBN 978-84-17796-01-3
- La religión, el mundo y el cuerpo (colección de ensayos). Barcelona: Herder, 2014. ISBN  9788425430923
- ¿Hablamos del mismo Dios? (Con Pinchas Lapide). Barcelona: Fragmenta, 2018. ISBN 978-84-15518-88-4
- Ecosofía. La sabiduría de la Tierra. Barcelona: Fragmenta, 2021. ISBN 978-84-17796-51-8